# Saturnino Osornio
José Saturnino Osornio Ramírez (El Sitio, San Juan del Río, Querétaro, 28 de noviembre de 1896 - 28 de diciembre de 1976) fue un político mexicano que fue gobernador de Querétaro de 1931 a 1935.

## Biografía
Nació en la comunidad de El Sitio el 28 de noviembre de 1896 de una familia de condición humilde.

### Gobernador
Saturnino Osornio Ramírez fungió como gobernador de Querétaro de 1931 a 1935, cuando el país convulsionó por las revueltas sociales generalizadas sintiendo los efectos de la Gran Depresión, situación que obligó al Gobernador a echar mano de muchos de los integrantes de su familia para poder sacar a flote al Estado de Querétaro dadas las precarias condiciones económicas y el fuerte compromiso de Don Saturnino con su pueblo, por lo que fortaleció las organizaciones de agricultores que se habían desarrollado desde 1925 y se unió a la Federación de Asociaciones de Estado Agrícola y Rural, en ese sentido, el Gobernador Osornio impulsó la distribución de la tierra. Por otro lado, cerraron la rica Asociación Civil llamada debido a su alto costo y que estaba dedicada solo a los poderosos.  Preocupado siempre por dotar de mejores condiciones para su pueblo, promovió la educación socialista.  Comenzó la escuela pública y el servicio de salud por parte de su gobierno, un problema que contradecía a las clases ricas del estado.

### La Familia del Gobernador en 2020
Actualmente se encuentran muchos integrantes de su familia, quienes viven en Querétaro (El Sitio, San Juan del Río, Querétaro Centro), Hidalgo (Actopan), Ciudad de México (Álvaro Obregón), Estado de México (La Quebrada) y Morelos (Cuernavaca y Xochitepec). 

### Fallecimiento
Respetuoso de los gobiernos que le siguieron y renuente de decir "de las cuentas ya vencidas" pasó sus últimos años en una casa de Tacuba en Ciudad de México. Llegó a su casa de El Sitio donde  murió sin recibir un homenaje por su antigua investidura el 28 de diciembre de 1976. Saturnino Osornio está sabido por muchas generaciones que le siguieron que es el más polémico gobernante que ha tenido Querétaro durante su historia.